# Синя Борода
Си́ня Борода́ (фр. La Barbe bleue) — казка Шарля Перро зі збірки «Казки матінки моєї Гуски, або ж історії та оповідки минулих часів з повчальними висновками» (1697). Твір розповідає про вбивцю своїх дружин. Прототипом головного персонажа казки переважно вважається маршал Франції Жиль де Ре.
Синя Борода — персонаж багатьох літературних, музичних, кінематографічних та інших творів.

## Сюжет
Синя Борода — дуже багатий чоловік, який одружується з красунями, які згодом десь загадково зникають. Синя Борода просить згоди на шлюб з однією з дочок своєї сусідки. Проте, жодна з них не бажає виходити заміж за чоловіка з синьою бородою. Провівши бенкет у своєму віддаленому замку, молодша сестра, зрештою, погоджується одружитися з ним.
Після весілля, вони поселяються у розкішному палаці. Минає місяць і Синя Борода повідомляє дружині, що мусить на деякий час відлучитися у важливих справах. Дружина отримує від чоловіка ключі від заміського замку. За чоловіковою настановою, вона зможе відчиняти будь-які двері, окрім дверей, що ведуть до маленької комірчини на першому поверсі.
Молода хазяйка запрошує до заміського замку своїх подруг, які тільки лиш можуть позаздрити її багатствам. Знехтувавши забороною Синьої Бороди, вона відчиняє двері до потаємної кімнати, де вся підлога залита кров'ю, а на стіні висять кілька вбитих жінок, колишні дружини Синьої Бороди. Маленький ключик випадає їй з рук та замащується кров'ю, яку неможливо відмити.
Несподівано повертається Синя Борода, який просить дружину повернути йому ключі й довідується, що вона, попри заборону, таки увійшла до комірчини. Чоловік дозволяє їй попрощатися зі своєю сестрою Анною, після чого на неї чекає така ж доля, як і на попередніх дружин Бороди. Хазяйка просить сестру зійти на високу вежу і поглянути, чи не їдуть їхні брати, які обіцяли навідатись. Після кількох невдалих спроб побачити прибуття братів, молода жінка мусить спуститися до свого чоловіка, щоб прийняти смерть від його рук. Саме коли Синя Борода підносить над нею ножа, до замку вдираються двоє лицарів-братів, що прохромлюють Синю Бороду своїми шпагами й рятують сестру. Згодом брати поселяються у замку, не згадуючи про його колишнього власника.

## Опера
- Замок герцога Синя Борода — опера Бели Бартока

## Подібні сюжети
У середні віки існував подібний популярний сюжет про лицаря Галевейна, який спокушав та вбивав дівчат, через що продовжував свою молодість. Сюжет відрізняється тим, що про вбивства Галевейна всі знали, але не могли його перемогти через магічну силу.